# رستمی (نام خانوادگی)
رستمی یک نام خانوادگی‌ست. افراد شاخص با این نام از این قرارند:
- فایق رستمی، روحانی و مجتهد و نماینده استان کردستان در مجلس خبرگان رهبری
- اردشیر رستمی، کاریکاتوریست، تصویرساز، مجسمه‌ساز، معمار، طراح لباس، شاعر و بازیگر
- امیرحسین رستمی، بازیگر ایرانی
- کیانوش رستمی، عضو تیم ملی وزنه‌برداری ایران
- شهرام رستمی، خلبان ایرانی
- روح‌الله رستمی، ملی پوش دسته ۶۷٫۵ کیلوگرم معلولین جمهوری اسلامی ایران
- فاطمه رستمی، دانشجوی ادبیات فارسی فرهنگیان ورتبه۹۶۶